# Breznița-Ocol
Breznița-Ocol é uma comuna romena localizada no distrito de Mehedinți, na região de Oltênia. A comuna possui uma área de 75.54 km² e sua população era de 4013 habitantes segundo o censo de 2007.